# Salzlandtheater
Das Salzlandtheater ist ein Theater in Staßfurt, Sachsen-Anhalt. Es wird vor allem als Gastspieltheater genutzt.

## Lage und Architektur
Das Salzlandtheater befindet sich in der vom Bergbau und seinen Folgen geprägten Altstadt von Staßfurt. Der Gebäudekomplex erstreckt sich vom Tränental (Vorderhaus), über die Steinstraße (Stadtpalais mit Theatercafé) zum Wächterplatz (Bühnen- und Garderobenhaus). Das Theater hat einen Saal im Stile des Bauernbarock mit 293 Sitzplätzen im Parkett und 46 auf der Empore. Historisch besonders wertvoll ist das Stadtpalais von Werdensleben, in dem sich der kleinere 1550 erbaute Tilly-Saal mit seiner denkmalgeschützten Renaissancedecke (1601) befindet.

## Geschichte
1946 kam es zur Gründung eines Stadttheaters, aus dem wenig später das Salzlandtheater Staßfurt hervorging. War bis Dezember 2005 noch die Stadt Staßfurt Träger des Theaters, übergab sie die Verantwortung für den Betrieb des Hauses zum 1. Januar 2006 in die Hände des 1993 gegründeten Fördervereins des Salzlandtheaters Staßfurt e.V.
2021 wurde das Salzlandtheater mit dem "Kulturpreis des Salzlandkreises 2020" und als erstes Gastspielhaus überhaupt mit dem "Theaterpreis des Bundes" ausgezeichnet.